# Ulf Dahlén
Ulf Dahlén (Svédország, Östersund, 1967. január 21. –) profi jégkorongozó.

## Karrier
Komolyabb junior karrierjét a svéd másodosztályban kezdte az Östersunds IK-ban 1983–1984-ben. A következő szezont is ebben a csapatban töltötte. 1985–1987 között a svéd IF Björklöven csapatában szerepelt. Ebben az időszakban képviselte országát két junior világbajnokságon és az 1985-ös NHL-drafton a New York Rangers kiválasztotta az első kör hetedik helyén. 1987–1988-ban két mérkőzést játszott az IHL-es Colorado Rangersban és ezután felhívták a Rangersbe ahol aztán majdnem az 1990-es szezon végéig játszott ugyanis ekkor a Minnesota North Starshoz került. A North Starsban 1993-ig játszott és ekkor érte el a legjobb idényét: 74 pontot szerzett. 1991-ben részese volt az elvesztett Stanley-kupa döntőnek. 1993 nyarán a minnesotai gárda átköltözött Dallasba és Dallas Stars néven folytatta tovább a szereplést az NHL-ben. Ö is a csapattal tartott de a szezon közben aláírt a San Jose Sharkshoz. A Sharksban 1997-es idény feléig játszott. Ekkor átkerült a Chicago Blackhawksba. 1997–1999 között hazája bajnokságában szereplő HV71-ben játszott. 1999-ben visszatért az NHL-be a Washington Capitalsba ahol 2002-ig játszott. Utolsó profi idényét a Dallas Starsban töltötte. 2003-ban vonult vissza majd két évre a dallasi csapat másodedzője lett.

## Nemzetközi karrier
Első válogatottbeli szereplése az 1985-ös jégkorong junior-Európa-bajnokság volt. Ezután még a juniorok között részt vett az 1986-os és az 1987-es junior jégkorong-világbajnokságon. Az elsőn 5. lett a csapat, a másodikon bronzérmes. Legközelebb már a felnőttek között szerepelt a világbajnokságon. Ez az 1989-es jégkorong-világbajnokság volt. A csapat a 4. helyen zárt. Az 1991-es Kanada-kupán is játszhatott. Az 1993-as jégkorong-világbajnokság ezüstérmet szerzett. Az 1997-es jégkorong-világbajnokságon ismét ezüstérmes lett. Az 1998. évi téli olimpiai játékokon csak a negyeddöntőig jutottak. Még ugyan ebben az évben az 1998-as jégkorong-világbajnokság aranyérmesek lettek. Legközelebb a 2002. évi téli olimpiai játékokon volt kerettag. Ezen az olimpián smét csak a negyeddöntőig jutottak. Utolsó nagy tornája a hazai rendezésű 2002-es jégkorong-világbajnokság volt. Ekkor egy bronzéremmel lett gazdagabb.

## Karrier statisztika
| 1985–1986       | IF Björklöven         | SEL             | 22  | 4   | 3   | 7   | 8   | —  | —  | —  | —  | —  |
| 1987–1988       | Colorado Rangers      | IHL             | 2   | 2   | 2   | 4   | 0   | —  | —  | —  | —  | —  |
| 1987–1988       | New York Rangers      | NHL             | 70  | 29  | 23  | 52  | 26  | —  | —  | —  | —  | —  |
| 1988–1989       | New York Rangers      | NHL             | 56  | 24  | 19  | 43  | 50  | 4  | 0  | 0  | 0  | 0  |
| 1989–1990       | New York Rangers      | NHL             | 63  | 18  | 18  | 36  | 30  | —  | —  | —  | —  | —  |
| 1989–1990       | Minnesota North Stars | NHL             | 13  | 2   | 4   | 6   | 0   | 7  | 1  | 4  | 5  | 2  |
| 1990–1991       | Minnesota North Stars | NHL             | 66  | 21  | 18  | 39  | 6   | 15 | 2  | 6  | 8  | 4  |
| 1991–1992       | Minnesota North Stars | NHL             | 79  | 36  | 30  | 66  | 10  | 7  | 0  | 3  | 3  | 2  |
| 1992–1993       | Minnesota North Stars | NHL             | 83  | 35  | 39  | 74  | 6   | —  | —  | —  | —  | —  |
| 1993–1994       | Dallas Stars          | NHL             | 65  | 19  | 38  | 57  | 10  | —  | —  | —  | —  | —  |
| 1993–1994       | San Jose Sharks       | NHL             | 13  | 6   | 6   | 12  | 0   | 14 | 6  | 2  | 8  | 0  |
| 1994–1995       | San Jose Sharks       | NHL             | 46  | 11  | 23  | 34  | 11  | 11 | 5  | 4  | 9  | 0  |
| 1995–1996       | San Jose Sharks       | NHL             | 59  | 16  | 12  | 28  | 27  | —  | —  | —  | —  | —  |
| 1996–1997       | San Jose Sharks       | NHL             | 43  | 8   | 11  | 19  | 8   | —  | —  | —  | —  | —  |
| 1996–1997       | Chicago Blackhawks    | NHL             | 30  | 6   | 8   | 14  | 10  | 5  | 0  | 1  | 1  | 0  |
| 1997–1998       | HV71                  | SEL             | 29  | 9   | 22  | 31  | 16  | —  | —  | —  | —  | —  |
| 1998–1999       | HV71                  | SEL             | 25  | 14  | 15  | 29  | 4   | —  | —  | —  | —  | —  |
| 1999–2000       | Washington Capitals   | NHL             | 75  | 15  | 23  | 38  | 8   | 5  | 0  | 1  | 1  | 2  |
| 2000–2001       | Washington Capitals   | NHL             | 73  | 15  | 33  | 48  | 6   | 6  | 0  | 1  | 1  | 2  |
| 2001–2002       | Washington Capitals   | NHL             | 69  | 23  | 29  | 52  | 8   | —  | —  | —  | —  | —  |
| 2002–2003       | Dallas Stars          | NHL             | 63  | 17  | 20  | 37  | 14  | 11 | 1  | 3  | 4  | 0  |
| NHL Összesített | NHL Összesített       | NHL Összesített | 966 | 301 | 354 | 655 | 230 | 85 | 15 | 25 | 40 | 12 |

## Díjai
- Svéd Junior Az Év Játékosa Díj: 1985
- Junior-Európa-bajnokság aranyérem: 1985
- Junior-Európa-bajnokság All-Star Csapat: 1985
- Junior-Európa-bajnokság Legjobb Csatára: 1985
- Junior-világbajnoki bronzérem: 1987
- Junior-világbajnoki All-Star Csapat: 1987
- Svéd Világ All-Star Csapat: 1993
- Világbajnoki All-Star Csapat: 1993
- Világbajnoki ezüstérem: 1993, 1997
- Világbajnoki aranyérem: 1998
- Világbajnoki bronzérem: 2002
- Guldpucken: 1998